# احمدلی (شمکور)
احمدلی (به لاتین: Əhmədli) یک منطقه مسکونی در جمهوری آذربایجان است که در شهرستان شمکور واقع شده است. احمدلی ۹۲ نفر جمعیت دارد.